# Stichopathes spiessi
Stichopathes spiessi är en korallart som beskrevs av Opresko och Genin 1990. Stichopathes spiessi ingår i släktet Stichopathes och familjen Antipathidae. Inga underarter finns listade i Catalogue of Life.